# Владимир Антонов
Владѝмир Аполо̀нович Анто̀нов (на руски: Владимир Аполлонович Антонов) е руски инженер, работил в Куманово, Кралство Югославия, и допринесъл значително за модернизацията на града.

## Биография
Антонов е роден в 1882 година в град Тамбов, Руската империя. В 1900 година завършва реална гимназия в Тамбов и след това Висше училище за архитектура. Зет е на руския генерал Николай Подгорецки. При избухването на Гражданската война в Русия в 1917 година Антонов е в Бялата армия и след нейния разгром в началото на 20-те години емигрира в Кралство Югославия и се установява в Куманово. В Куманово се установяват и тъст му Николай с дъщерите си.
В 1923 година Антонов печели конкурс за общински инженер на Куманово. Антонов прилага първия регулационен план на Куманово, изработен от чешкия инженер Душан Миросавлевич от Белград в 1923 година. За кратък период от 15 години Антонов създава най-красивите неокласически здания, които днес красят Куманово: Занаятчийския дом (1930), покривната конструкция на Соколанския дом по проект на Момир Корунович, Хотел „Куманово“, Касапския кръг (1930 – 1934), редицата сгради на днешната улица „11 октомври“, Долния градски парк, къщите на Тома Глигориевич, Хаджипопови, Хитеви, Сифрид Миладинов, Васа Попович, Манушеви, Таскови и много други.
Антонов е председател на противопожарното дружество в града и като такъв постоянно организира различни забави.
След освобождението на Куманово в 1941 година, българските власти го депортират и той се установява в Баня Лука, където има голяма руска колония, а в 1944 година – в Нови Сад. След края на Втората световна война се връща в Куманово, където умира в 1946 година. Погребан е в градските гробища.
На 17 ноември 2009 година Антонов е обявен за един от петте най кумановци на XX век.